# Heliconius luminosa
Heliconius luminosa är en fjärilsart som beskrevs av Riffarth 1901. Heliconius luminosa ingår i släktet Heliconius och familjen praktfjärilar. Inga underarter finns listade i Catalogue of Life.